# ADO (baseball)
Pour les articles homonymes, voir ADO.
ADO est un club néerlandais de baseball situé à La Haye évoluant en première division du championnat des Pays-Bas de baseball.

## Histoire
Le club est fondé en août 1948 et remporte son seul titre de champion des Pays-Bas en 1992.
ADO est de retour parmi l'élite après la saison 2005 et termine quatrième de la saison régulière en 2006, se qualifiant pour les play-offs. Kinheim met fin au parcours d'ADO en demi-finale (3 victoires à 0).

## Palmarès
- Champion des Pays-Bas : 1992.
- Finaliste de la Coupe d'Europe des champions : 1994.